# خوسيه ماير
خوسيه ماير (بالبرتغالية: José Mayer‏) هو ممثل برازيلي، ولد في 3 أكتوبر 1949 في البرازيل. بدأ مشواره المهني سنة 1975.

## وصلات خارجية
- خوسيه ماير على موقع IMDb (الإنجليزية)
- خوسيه ماير على موقع روتن توميتوز (الإنجليزية)
- خوسيه ماير على موقع ألو سيني (الفرنسية)
- خوسيه ماير على موقع أول موفي (الإنجليزية)
- خوسيه ماير على موقع قاعدة بيانات الأفلام السويدية (السويدية)
- خوسيه ماير على موقع قاعدة بيانات الفيلم (الإنجليزية)
- خوسيه ماير على موقع كينوبويسك (الروسية)